# Escuela Balonmano Huétor Tájar
El Escuela Balonamano Huétor Tájar fue un club de balonmano de la localidad granadina de Huétor Tájar. Llegó a participar en la Liga Asobal en la temporada 1994-95.

## Historia
Fundado en 1975, el Huétor Tájar fue un equipo humilde la mayor parte de su historia, hasta que en 1994 consigue el ascenso desde la Primera A, la antigua segunda categoría del balonmano español, a la Liga ASOBAL.
Así el Huétor Tájar se convirtió en la temporada 1994-95 en el primer club granadino en jugar en la Liga Asobal, siendo, además, el único hasta la fecha en conseguirlo. Su travesía, sin embargo, fue complicada. Aparte de lo complicado que supondría mantenerse en la élite, el club, acumuló varios problemas económicos que afectaron a la estabilidad del club, lo que provocó su desaparición poco después de descender nuevamente a Primera A en esa misma temporada.

## Plantilla
La plantilla del equipo la su última temporada de existencia en la liga ASOBAL era:
| N.º | Nombre                 | Edad | Posición | Altura (m) | Peso (kg) |
| --- | ---------------------- | ---- | -------- | ---------- | --------- |
| 12  | Miguel Herrero Jiménez | 31   | Portero  |            |           |
| 1   | López                  |      | Portero  |            |           |
| 2   | Pedro Bago Rascón      |      | Extremo  |            |           |
| 3   | Peri Carmona           | 22   | Central  | 1,82       | 91        |
| 10  | Mike Novakovich        |      | Central  |            |           |
| 4   | Israel Pérez Ariza     | 21   | Lateral  | 1,92       | 80        |
| 17  | Julio Muñoz            | 24   | Lateral  | 1,91       | 90        |
| 18  | Eugenie Doubkine       |      | Lateral  |            |           |
| 9   | Ignacio Chirosa        | 22   | Extremo  | 1,81       | 82        |
| 8   | Antonio Borregón       | 22   | Extremo  | 1,83       | 75        |
| 13  | Rubén Peña             | 22   | Extremo  | 1,83       | 73        |
| 15  | Héctor Humbert         |      | Extremo  |            |           |
| 6   | Fran Pérez Ariza       |      | Pivote   | 1,90       | 87        |
|     | Daniel Santos Bericat  | 24   | Pivote   |            |           |
| 20  | Justo Rodríguez        | 25   | Pivote   | 1,89       | 95        |

- La edad se corresponde con la que tenía el jugador en 1995.